# نوسی‌جی‌وی سوالبارد
نوسی‌جی‌وی سوالبارد (به انگلیسی: NoCGV Svalbard) یک کشتی است که طول آن ۳۴۰٫۲ فوت (۱۰۳٫۷ متر) و ارتفاع آن ۲۷٫۲ فوت (۸٫۳ متر) می‌باشد. این کشتی در سال ۲۰۰۱ ساخته شد.